# Johann Norbert Hinsberg

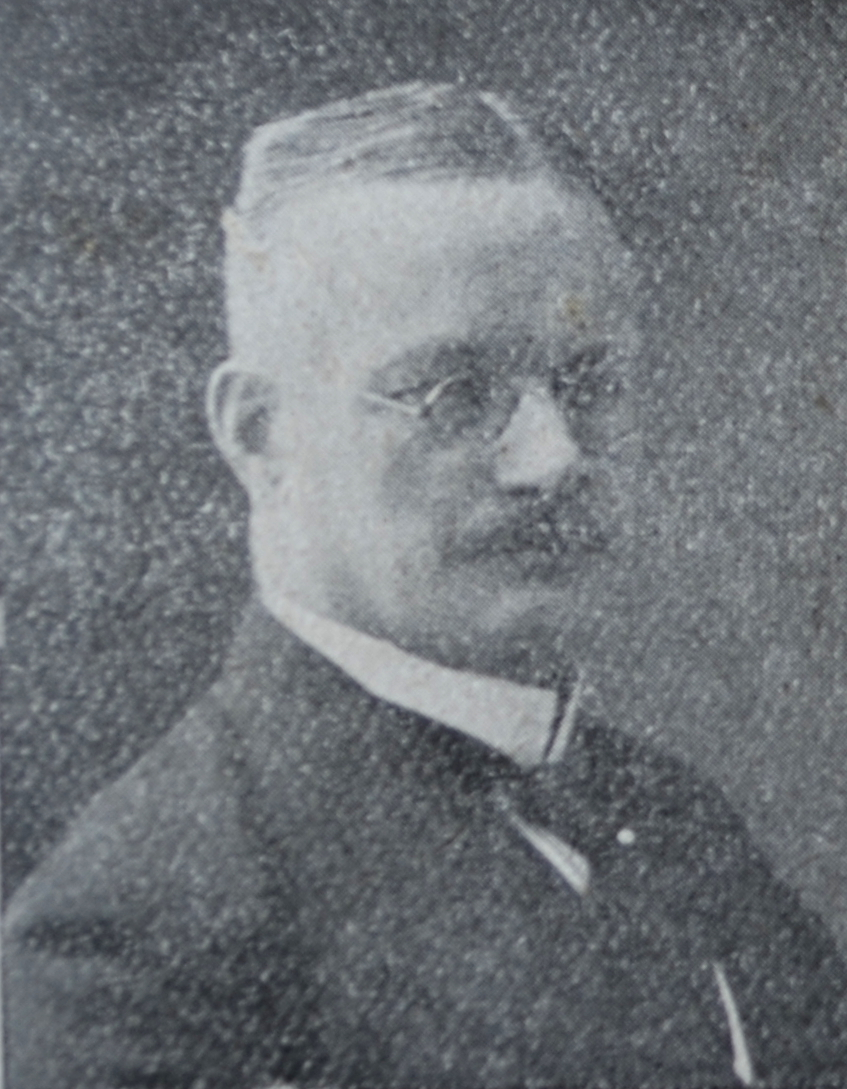
Johann Norbert Hinsberg, 1911

Johann Norbert Hinsberg (* 7. April 1856 in Düren; † nach 1918) war Hüttendirektor, Bürgermeister und Mitglied der zweiten Kammer des Landtags des Reichslandes Elsaß-Lothringen für die Elsässische Fortschrittspartei.
Johann Norbert Hinsberg war Absolvent des Realgymnasiums in der Kreuzgasse in Köln. Er studierte 4 Jahre das Hüttenfach an der Technischen Hochschule zu Aachen und schloss das Studium mit dem Diplom ab. Ab 1892 war er Direktor der Rombacher Hüttenwerke.
Ab 1906 gehörte er dem Gemeinderat in Rombach an und war dort ab 1910 Bürgermeister. Ab 1895 war er Mitglied der Handelskammer Metz und des Eisenbahnausschusses.
Bei der ersten (und einzigen) Wahl zum Landtag trat er im Wahlkreis Vigy-Rombach als liberaler Kandidat an. Im Ersten Wahlgang wurden im Wahlkreis von den 5.919 Stimmberechtigten 4.818 Stimmen abgegeben. Auf Hinsberg entfielen 2.286, auf den Kandidaten des Lothringer Blocks Barthel 1.672 und den Sozialdemokraten 746 Stimmen. Im zweiten Wahlgang setzte sich Hinsberg mit 2.703 Stimmen gegen Barthel durch, der 2.552 Stimmer erhalten hatte. Johann Norbert Hinsberg gehörte dem Landtag bis 1918 an.